# Desmocladus
Desmocladus  es un género con 15 especies de plantas herbáceas perteneciente a la familia Restionaceae. Es originario del sudoeste y sur de  Australia.

## Especies deDesmocladus
- Desmocladus asper (Nees) B.G.Briggs & L.A.S.Johnson, Telopea 8: 26 (1998).
- Desmocladus austrinus B.G.Briggs & L.A.S.Johnson, Telopea 9: 236 (2001).
- Desmocladus biformis B.G.Briggs & L.A.S.Johnson, Telopea 9: 232 (2001).
- Desmocladus castaneus B.G.Briggs & L.A.S.Johnson, Telopea 9: 237 (2001).
- Desmocladus diacolpicus B.G.Briggs & L.A.S.Johnson, Telopea 9: 243 (2001).
- Desmocladus elongatus B.G.Briggs & L.A.S.Johnson, Telopea 9: 240 (2001).
- Desmocladus fasciculatus (R.Br.) B.G.Briggs & L.A.S.Johnson, Telopea 8: 26 (1998).
- Desmocladus flexuosus (R.Br.) B.G.Briggs & L.A.S.Johnson, Telopea 8: 26 (1998).
- Desmocladus glomeratus K.W.Dixon & Meney, Telopea 6: 649 (1996).
- Desmocladus lateriticus B.G.Briggs & L.A.S.Johnson, Telopea 9: 229 (2001).
- Desmocladus myriocladus (Gilg) B.G.Briggs & L.A.S.Johnson, Telopea 8: 27 (1998).
- Desmocladus parthenicus B.G.Briggs & L.A.S.Johnson, Telopea 9: 242 (2001).
- Desmocladus quiricanus B.G.Briggs & L.A.S.Johnson, Telopea 9: 231 (2001).
- Desmocladus semiplanus B.G.Briggs & L.A.S.Johnson, Telopea 9: 234 (2001).
- Desmocladus virgatus (Benth.) B.G.Briggs & L.A.S.Johnson, Telopea 8: 27 (1998).